# Guy Evéquoz
Guy Evéquoz, född den 20 april 1952, är en schweizisk fäktare.
Han tog OS-silver i herrarnas lagtävling i värja i samband med de olympiska fäktningstävlingarna 1972 i München.